# Blas Galindo
Pour les articles homonymes, voir Galindo (homonymie).
Blas Galindo Dimas (né à San Gabriel (État de Jalisco) le 3 février 1910 et décédé à Mexico le 19 avril 1993) est un compositeur, chef d'orchestre et professeur de musique mexicain. Plus de 150 œuvres constituent l'héritage de Blas Galindo, compositeur remarquable de pièces symphoniques, de chœurs de chambre, pour solistes et ballets, de concerts, de cantates, de sonates et de suites, ainsi que de musique de théâtre et de film.

## Biographie
Sa famille était d'origine Wixáritari, qui avait adopté la culture européenne. Il est entré à l'école à neuf ans. Après la Révolution au Jalisco, il est revenu en 1928 dans son village. Là, il a travaillé, étudié et organisé l'harmonie municipale de musique.
Il a commencé ses études musicales dans sa ville natale de San Gabriel avant d'aller à Mexico, pour entrer à 21 ans au Conservatorio Nacional de Música où il a étudié avec Carlos Chávez.
En 1941-42 il a participé à Berkshire à un cours avec Aaron Copland. Il est le cofondateur en 1966 de l’Academia Mexicana de las Artes. Son œuvre, influencée par la tradition musicale mexicaine, indigène et métis, comprend de la musique pour la scène, de la musique symphonique, chorale et de la musique de chambre. Il a aussi composé de nombreuses œuvres pour le piano, dont beaucoup sont de bons exemples du répertoire atonal moderniste latino-américain.
Comme chef d'orchestre, il s'est produit dans de nombreux pays d'Europe et d'Amérique, faisant connaître ses propres compositions et celles des autres auteurs mexicains et hispano-américains.
En 1964, il a reçu le Premio Nacional de Ciencias y Artes (prix national des sciences et des arts) du Mexique.
L'œuvre la plus appréciée de Galindo, Sones de mariachi est un véritable classique de la musique symphonique mexicaine. Il est basé sur le populaire Son de La Negra, dans lequel il intègre également les sons El Zopilote et Los cuatro reales. Composé à l'origine pour un ensemble de chambre, Galindo en fit une adaptation pour grand orchestre à la demande de Carlos Chávez un an après la version originale de 1940. Son acceptation nationale et internationale fut immédiate.
La deuxième symphonie de Galindo a un caractère moderniste qui a commencé dans son successeur, la Sinfonía breve , et malgré l'abandon complet du style nationaliste, elle conserve l'aspect mexicain dans ses racines profondes, mais exprimé dans un langage plus abstrait qu'il est difficile de reconnaître dans une simple écoute.

## Catalogue des œuvres
| Année   | Œuvre                                                                            | Type d’œuvre                       |
| ------- | -------------------------------------------------------------------------------- | ---------------------------------- |
| 1933    | Suite para Violín y Violoncello.                                                 | Musique instrumentale (duo)        |
| 1935    | La lagartija, pour piano.                                                        | Musique soliste (piano)            |
| 1935    | Un loco, pour piano.                                                             | Musique soliste (piano)            |
| 1936    | Suite No. 2 [1. Impresión - 2. Caricatura de vals - 3. Jalisciense], pour piano. | Musique soliste (piano)            |
| 1937    | Preludio, pour piano.                                                            | Musique soliste (piano)            |
| 1937    | Sombra, Prélude, pour piano.                                                     | Musique soliste (piano)            |
| 1938    | Llano alegre, pour piano.                                                        | Musique soliste (piano)            |
| 1939    | Danzarina, Vals, pour piano.                                                     | Musique soliste (piano)            |
| 1940    | Entre sombras anda el fuego, ballet.                                             | Musique de ballet                  |
| 1940    | Danza de las fuerzas vivas, ballet.                                              | Musique de ballet                  |
| 1940    | El zopilote mojado, orchestre et mariachi.                                       | Musique orchestrale (mariachi)     |
| 1940    | Los cuatro reales, orchestre et mariachi.                                        | Musique orchestrale (mariachi)     |
| 1940    | Son de la negra.                                                                 | -                                  |
| 1940    | Sones Mariachi, pour orchestre.                                                  | Musique orchestrale                |
| 1941    | Fuga en do, en deux parties, pour piano.                                         | Musique soliste (piano)            |
| 1941    | Sones de Mariachi, pour orchestre.                                               | Musique orchestrale                |
| 1942    | Gavota, pour piano.                                                              | Musique soliste (piano)            |
| 1942    | Arroyos, pour orchestre.                                                         | Musique orchestrale                |
| 1942    | Sextetos.                                                                        | Musique instrumentale (ensemble)   |
| 1942    | Concierto nº 1 para piano y orquesta.                                            | Musique orchestrale (concerto)     |
| 1943    | Madre mía cuando muera, pour voix et orchestre.                                  | Musique vocale (orchestre)         |
| 1944    | Allegro para una sonata, pour piano.                                             | Musique soliste (piano)            |
| 1944    | Preludio, pour piano.                                                            | Musique soliste (piano)            |
| 1945    | Y ella estaba triste, prélude pour piano.                                        | Musique soliste (piano)            |
| 1945    | Arrullo, pour voix et orchestre (version pour piano).                            | Musique vocale (orchestre)         |
| 1945    | Nocturno pour orchestre.                                                         | Musique orchestrale                |
| 1946    | La suave patria (cant., R. López Velarde).                                       | Musique vocale (cantate)           |
| 1946    | Cinco preludios, pour piano.                                                     | Musique soliste (piano)            |
| 1947    | Suite Homenaje a Cervantes.                                                      | Musique orchestrale                |
| 1947    | Dos canciones (A. del Río, R.M. Campos), chant et piano.                         | Musique vocale (piano)             |
| 1947    | Tres canciones (A. del Río), chant et piano.                                     | Musique vocale (piano)             |
| 1948    | Astucia, musique de scène.                                                       | Musique de scène                   |
| 1948    | Poema de Neruda, orchestre à cordes.                                             | Musique orchestrale (de chambre)   |
| 1948    | Me gusta cuando callas, à quatre voix.                                           | Musique vocale                     |
| 1950    | Sonata para violín y piano.                                                      | Musique instrumentale (duo)        |
| 1952    | Siete piezas, pour piano.                                                        | Musique soliste (piano)            |
| 1952    | Sinfonía breve para cuerdas.                                                     | Musique orchestrale (symphonique)  |
| 1953    | Sones de mariachi, pour orchestre.                                               | Musique orchestrale                |
| 1953    | Sonata para violoncelo y piano.                                                  | Musique instrumentale (duo)        |
| 1957    | Cantata Homenaje a Juárez.                                                       | Musique vocale (cantate)           |
| 1959    | Sinfonía nº 2.                                                                   | Musique orchestrale (symphonique)  |
| 1960    | Independencia de México.                                                         | -                                  |
| 1960    | Concerto pour flûte et orchestre.                                                | Musique orchestrale (concerto)     |
| 1961    | Concerto nº 2 pour piano et orchestre.                                           | Musique orchestrale (concerto)     |
| 1961    | Quinteto de piano.                                                               | Musique instrumentale (ensemble)   |
| 1961    | Sinfonía nº 3.                                                                   | Musique orchestrale (symphonique)  |
| 1961    | Suite pour violon et piano.                                                      | Musique instrumentale (duo)        |
| 1962    | Concerto pour violon et orchestre.                                               | Musique orchestrale (concerto)     |
| 1964/73 | Piezas infantiles (11), pour piano.                                              | Musique soliste (piano)            |
| 1965    | Letanía erótica para la paz (cant., G. Álvarez).                                 | Musique vocale (cantate)           |
| 1970    | Cuarteto de cuerdas.                                                             | Musique instrumentale (quatuor)    |
| 1971    | Homenaje a Rubén Dario, pour orchestre.                                          | Musique orchestrale                |
| 1971    | Titoco-tico, pour instruments indigènes de percussion.                           | Musique instrumentale (percussion) |
| 1973    | Concierto para guitarra eléctrica y orquesta.                                    | Musique orchestrale (concerto)     |
| 1975    | Cinco canciones a la madre muerta, Musique vocale                                | chant et piano                     |
| 1976    | Sonata para piano.                                                               | Musique soliste (piano)            |
| 1978    | Concertino para flauta y cuerdas.                                                | Musique orchestrale (concerto)     |
| 1984    | Concierto para violoncello y orquesta.                                           | Musique orchestrale (concerto)     |
| 1987    | Preludio nº 6, pour piano.                                                       | Musique soliste (piano)            |
| 1990    | Popocatépetl, pour soprano, ténor et orchestre.                                  | Musique vocale (orchestre)         |
| -       | Cantata de primavera.                                                            | Musique vocale (cantate)           |
| -       | Para mi corazón basta tu pecho, pour chœur (Pablo Neruda).                       | Musique chorale                    |
| -       | Dos corazones heridos, pour chœur.                                               | Musique chorale                    |
| -       | Canto al maestro Justo Sierra.                                                   | -                                  |
| -       | La negra, orchestre et mariachi.                                                 | Musique orchestrale (mariachi)     |